# États généraux de 1317
Les états généraux de 1317 sont une assemblée convoquée dans les premiers jours de février 1317,, pour régler la succession au trône de France après les morts de Louis X le Hutin puis de son fils posthume Jean Ier. Cette appellation est toutefois erronée, car ne réunissant que des nobles, des prélats, des bourgeois de Paris, et des docteurs de l'Université)
Il y est finalement déclaré que « femme ne succède pas au royaume de France. », déshéritant ainsi Jeanne II de Navarre au profit de son oncle Philippe V le Long, frère de Louis X. Interdisant désormais le trône de France aux femmes, ce principe de succession dynastique sera appliqué en France et prendra, plus tard, le nom de loi salique.
Un tel ralliement des notables s'explique par les craintes pour la stabilité du royaume, en raison de troubles éclatant à divers endroits du Royaume (Normandie, Champagne ou encore Bourgogne), que provoquait une longue régence pendant la minorité de Jeanne. Les nobles estimaient que la stabilité serait mieux préservée par un roi adulte. Cependant, un accord du 13 juillet 1316 entre des grands seigneurs, des officiers du roi et des prélats prévoyait que si la reine accouchait d'une fille, celle-ci obtiendrait à la majorité et conjointement avec sa sœur Jeanne le droit de succéder. Toutefois, elle renoncerait par conséquent au royaume de Navarre qui était uni avec celui de France depuis le mariage de Philippe le Bel. Son exclusion ne relèverait pas selon Arlette Jouanna « d’un antiféminisme de principe mais d’un réalisme politique ». 
Les partisans de Jeanne finirent par s'incliner et Eudes IV de Bourgogne finit par reconnaître Philipe V tandis que Jeanne, en échange d'une compensation financière importante renonça à ses droits et le royaume de Navarre lui est restitué en 1328.